# Torkos László
Torkos László (Kőszeg, 1839. október 2. – Budapest, 1939. március 15.) magyar író, esztéta, műfordító, állami felső leányiskolai igazgató, a Kisfaludy- és Petőfi Társaság tagja.

## Élete
Torkos Ferenc ügyvéd és Józsa Ludovika fiaként született. Tanult Kőszegen, Sopronban és Szombathelyen. 1857-ben Sopronban letette az érettségi vizsgálatot és ugyanott a két évi teológiai kurzust végezte és buzgó tagja volt a «magyar társaságnak». 1859-ben a hallei egyetemre ment és két évig hallgatott teológiát és bölcseleti tárgyakat. Hazatérvén egy évig nevelő volt, 1862-ben a pesti evangélikus gimnázium tanára lett és ott működött 15 évig (3 évig mint igazgató). 1875-től tagja volt a Kisfaludy Társaságnak, 1876-tól pedig a Petőfi Társaságnak. 1877-ben a budapesti állami felső leányiskola tanárává nevezték ki. 1899. április 23-án ünnepelték 30 éves tanári jubileumát Budapesten, egy hónappal előbb igazgatói címet kapott. 1914-ben lefordította Byron Child Haroldját.
100. születésnapja előtt halt meg néhány hónappal.

## Családja
Felesége Wilffinger Emília volt. Fia Torkos Árpád, színész, szül. 1880. augusztus 17-én, Rákospalotán. 1899 tavaszán lett színésszé. 1927-ben nyugdíjazták. Elhunyt 1937. július 30-án Kőbányán.

## Írásai
Cikkei és költeményei a Turcsányi-Albumban (1854), a Hölgyfutárban (1862-64), a Magyar Sajtóban (1864. 47. sz. A nevetésről), Aigner Figyelőjében és Arany Koszorújában; később legtöbbet írt Ágai Magyarország és a Nagyvilág-ába és a Fővárosi Lapokba; a Vasárnapi Ujságba (1866., 1899), a pesti evang. gymnasium Értesítőjében (1865. A magyar verselés alapelvei), az Országos Tanár-egylet Közlönyében (I, III., IV., X. évf., czikkek), a Tanügyi Füzetekben (1868-69. A beszély viszonya a regényhez), a Pesti Hetilapban (1868-69. A beszély viszonya a regényekhez), a Pesti Hetilapban (1868. A legújabb magyar költői nemzedék), az Erdélyben (1871. A magyar költői technika elmélete), a Figyelőben (1871-72., 1878.), a Petőfi-Társaság Lapjában (1877. A költői igazságszolgáltatásról, 1878. A tragikumról), a Koszorúban (1879-80. költ.), a Magyar Szemlében (1896), az Ország-Világban (1896-97., 1899. költ.), az Urániában (1908. Ádám az «Ember tragédiájá»-ban) stb.

## Munkái
- Az ifjú küzdelmei. Dramatizált allegoria 6 képben. Pest, 1863. (Előbb a Hölgydivatlapban; a Kisfaludy-társaságban dicséretre méltatott mű).
- Költészettan. Főgymnasiumok számára. Pest, 1865. (3. jav. kiadás, tanodai és magánhasználatra cz. Bpest, 1877.).
- Magyar verstan. Középtanodák számára. Pest, 1869.
- Magyar nyelvtan. Középtanodák számára. Pest, 1869. (2. kiadás. Uo. 1872., 3. k. Bupest, 1874., 4. k. 1875., 5. k. 1879., 6. jav. k. 1883., 7. jav. k. 1887. Uo.).
- Olvasókönyv ipariskolák és polgári tanodák számára. II. kötet. Pest, 1869. (Többekkel)
- Esti órák Tanköltemény a költészetről. Pest, 1870. (A Kisfaludy-társaság által megdicsért pályamű).
- Az emberi nem művelődési történetének vázlata. Pest, 1870. (Ism. Uj M. Sion 555. l. Tanáregylet Közlönye IV. 1871. 90. l.)
- Olvasókönyv a költészettanhoz .... Pest, 1872. (2. jav. kiadás. Budapest, 1879).
- Prózai olvasmányok, az iránytan rövid vázlatával, középtanodai használatra. Budapest, 1873.
- Költemények. Budapest, 1873.
- Magyar nyelv- és irodalmi kézikönyv a felsőbb leányiskolák középiskolai tanfolyama számára. Budapest, 1878.
- Kigyóbőr. Regényes színmű dalokkal 4 felvonásban. Budapest, 1881. (Ism. P. Hirlap 188. sz., Koszorú IV.).
- Ujabb költeményei (1874–1884). Budapest, 1886. (Ism. Vasárnapi Ujság 2., Nemzet 26., Egyetértés 10., M. Szalon X.).
- Magyar nyelvtan polgári és felsőbb leányiskolák I. és II. osztálya számára. Budapest, 1891. (2. jav. kiadás 1894. és 1899., 3. telj. átdolg. és bőv. k. 1899., 4. k. 1904. Uo.).
- Magyar nyelv- és irodalmi kézikönyv polgári és felsőbb leányiskolák III. osztálya számára. Irálytan prózai és költői olvasmányokkal. 4. átdolgozott kiadás. Budapest, 1891., 5. átdolg. k. Uo. 1897. és 1903.
- Ugyanaz a IV. oszt. számára. A költői műfajok átnézete s a kiválóbb magyar költők rövid ismertetése olvasmányokkal. 4. átdolgozott kiadás. Budapest, 1891. és 1899.
- Magyar olvasókönyv polgári és felsőbb leányiskolák I. osztálya számára. Budapest, 1891. (2. kiadás. Uo. 1898. és 1901.).
- Magyar olvasókönyv polgári és felsőbb leányiskolák II. osztálya számára. Budapest, 1891. és 1902.
- Nagy idők. Ünnepi költemény. Iskolák számára. Budapest, 1895.
- A nők hódolata. Drámai allegoria egy felvonásban dalokkal. Leányiskolák millenniumi ünnepére. Budapest, 1896.
- Jó és rossz napokból. Költemények. A költő arcképével. Budapest, 1898. (Ism. Pol. Heti Szemle 1898. 52. sz. Vasárnapi Ujság 1899. 1. sz., M. Szemle 13. sz.).
- Magyar nyelv- és irodalmi kézikönyv felsőbb leányiskolák V. osztálya számára. 4. kiadás. Budapest, 1899.
- Magyar nyelv- és irodalmi kézikönyv felsőbb leányiskolák VI. osztály számára. 4. kiadás. Budapest, 1903.
- Hatvani. Humoros eposz tizenkét énekben. Budapest, 1901. (Ism. Vasárnapi Ujság 16. sz., M. Szemle 27., Hazánk 163. sz.)
- Magyar nyelv- és irodalmi kézikönyv. A felsőbb leányiskolák IV. és V. osztálya és tanítóképezdék használatára. Budapest, 1902. (2. jav. k. Uo. 1906.).
- Áldás és szerencse. Budapest, 1902.
- Vallásos lant. Budapest, 1902. (Lévay Józseffel és Porkoláb Gyulával. A Luther-társaság XLII. kiadványa).
- Praktischer Lehrgang zur schnellen und leichten Erlernung der ungarischen Sprache. Nach Dr. Ahn's Lehrmethode von Julius Dallos von ... neuerdings umgearbeitete Auflage. Budapest, 1903.
- Vörösmarty Mihály, Csongor és Tünde. Színjáték 5 felv. Magyarázta Torkos László. Budapest, 1904. (Jeles Írók Iskolai Tára XLVI.).
- A bánat tisztít. Elbeszélés. Budapest, 1907.
- Byron lord [Noel Gordon]. Childe Harold zarándokútja. Verses regény 4 énekben. Fordította és jegyzetekkel ellátta: Torkos László. Budapest, 1914.

### Színművei
- A lejtőn. 30 aranyat nyert színmű 4 felvonásban. (Először adták 1884. jún. 20. a Nemzeti Színházban)
- Hármas szövetség. Vígjáték 1 felvonásban. (Először 1884. ápr. 24. a Nemzeti Színházban)
- Akit a nők pártfogolnak. Vígjáték 3 felvonásban. 1887. Kolozsvár.